# 五十嵐大介
五十嵐 大介（いがらし だいすけ、1969年4月2日 - ）は、日本の漫画家。埼玉県浦和市生まれ。神奈川県鎌倉市在住。多摩美術大学美術学部絵画学科卒業。
主な代表作に第8回文化庁メディア芸術祭マンガ部門優秀賞を受賞した『魔女』、日本漫画家協会賞優秀賞を受賞した『海獣の子供』、伊坂幸太郎との競作『SARU』（以上、小学館）、日本と韓国で実写映画化された『リトル・フォレスト』（講談社）などがある。

## 来歴
多摩美術大学卒業後の1993年、講談社の漫画雑誌月刊アフタヌーン主催の新人賞アフタヌーン四季賞冬にて四季大賞を受賞し、同誌で漫画家デビュー。
1994年より月刊アフタヌーンで『はなしっぱなし』を初連載。しかし、連載終了後は執筆依頼がなかったこともあり、ほとんど作品発表が無くなる。この頃、岩手に移住して農業を行ないながら漫画を描くという生活を始める。
2002年、短編集『そらトびタマシイ』を発売。これ以降、月刊アフタヌーンで『リトル・フォレスト』を、月刊IKKIで『魔女』と『海獣の子供』を連載するなど、活発な漫画家活動を開始。絶版になっていたデビュー作『はなしっぱなし』も河出書房新社より復刊される。
2004年に『魔女』で第8回文化庁メディア芸術祭マンガ部門優秀賞を、2009年に『海獣の子供』で第38回日本漫画家協会賞優秀賞と第13回文化庁メディア芸術祭マンガ部門優秀賞を受賞した。
東北での体験に裏打ちされた田舎暮らしのリアルな描写で人気を博した『リトル・フォレスト』が実写映画化され、前編の「夏・秋」が2014年8月30日、後編の「冬・春」が2015年2月14日に公開された。また、韓国版リメイク映画も制作され、2018年（日本では2019年）に公開された。
2019年6月7日、『海獣の子供』のアニメーション映画が公開された。

## 人物
中学生の頃よりノートに鉛筆で漫画を描き始める。当時は押井守の映像作品の影響を受けた、セリフのないサイレント漫画を描いていた。以後、落書き程度に漫画を描いていた。
大学では美術を専攻して油彩画とアクリル画を描いていて、当時は漫画は全く描いていなかった。大学の課題では自然をテーマに選ぶことが多く、なかでも雨や風など、うつろいやすいものの姿をとらえることが好きだったという。授業にはあまり顔を出さず、時間があれば一日中散歩をしていた。その時に撮った写真や道端の草花を見て考えたことなどが、のちの作品のアイデアになったこともある。
就職活動をせず、当初はアルバイトなどをしながら絵を描いていくつもりだったという。また大学卒業後に本格的にペン入れする漫画を描き始め、初めて投稿用に描いた作品を、当時自由な気風を感じていた少女漫画誌のひとつLaLa（白泉社）へ投稿。この時は落選したが、編集者のアドバイスを受けて落選した作品「お囃子が聞こえる日」「未だ冬」を講談社の青年誌・月刊アフタヌーンへあらためて投稿したところ、この2作品がアフタヌーン四季賞1993冬のコンテストの大賞を受賞。それだけでなく、「お囃子が聞こえる日」をそのまま第1話とした『はなしっぱなし』の連載が決まった。
初連載の終了後、漫画家として挫折感を覚える。大宮の寺の境内に住みながら旅行などをして2年ほど過ごすが、生きていくためのスキルを身につけたいと考え、1999年に岩手県の盛岡市に移住する。その後、衣川村（現・奥州市）に移り、そこで3年ほど自給自足のために農業を行ないながら漫画を描くという生活を経験した。この時の体験が、のちに農村で自給自足生活を送る女性の日常を描いた『リトル・フォレスト』や東北の農村での飼い猫カボチャとの生活を描いた『カボチャの冒険』といった作品につながった。ただし、漫画のネタ探しのために移住したわけではなく、ただ農業をしながらひとりでどこまで生きていけるかを試してみたかったとのこと。

## 作風
五十嵐は、音楽業界における「ミュージシャンズ ミュージシャン」のような、他のクリエイターに影響を与え、彼らが彼の作品を参考にして創作活動をするような「クリエイターズ・クリエイター」といえるような存在である。
絵が上手い漫画家と言われるが、その上手さはコミック風の流麗なペンタッチや、正確に仕上げるトーンワークなどの職人的な漫画製作というよりは、現実の世界から受け取った印象や感覚を漫画的な記号表現に出来るだけ変換せずにそのまま描写するという本来の絵画的表現方法としての上手さである。
作品は生き物、風景などの自然物と奔放な幻想イメージがあいまった情景が高い画力と繊細な描写で緻密に描き込まれている。「人間は自然の一部なのだ」と感じさせる作品を意欲的に描いているが、原点は以前住んでいた埼玉県浦和市の調神社に入り浸っていた経験だという。五十嵐は「街中なのに樹齢数百年という木がうっそうと茂っていて、そこだけ雰囲気が違う。風が強い日など、木漏れ日が揺れているなかにぼーっと立っていると、自分の皮膚と自然との境目がなくなっていく感覚がしたりして。森の中にも小さな生態系があって、小動物が食べたり、食べられたりを繰り返しているのも見ていました」と語っている。
風景に対して人物はやや簡略化されているが、これは背景に人物が埋もれないよう初期から意識していることだという。背景が描きたくて漫画を描いている部分が大きく、人間を活き活きと描くことに苦手意識があるので登場人物をアシスタントに描いてもらおうと思ったこともある。
制作作業はデジタル作画ツールを使わず、フルアナログで行っている。作画では枠線などを除き定規を使っておらず、建築物などもすべてフリーハンドで描かれている。つけペンの丸ペンとボールペンを組み合わせながら、フリーハンドの線で絵づくりを行う。ボールペン（ぺんてるのHybrid）は、『魔女』以降使い始めた。普段メモなどで使用しており気楽に描けるということもあって漫画でも使い始めたもので、『魔女』はほとんどボールペンだけで描いた。『海獣の子供』からはボールペンとつけペンを併用し始めた。つけペンと違って自由に描けて持ち歩くこともできるボールペンは、五十嵐にとってスケッチなどにも使う一番手に馴染んだ道具だが、しなる部分が無いので非常に肩が凝るため、近年の作品ではその使用割合はかなり減っている。
基本的に全てのコマの仕上げは自分で手を入れて、アシスタントは使わない。
五十嵐自身は影響を受けた漫画として、小学生のときに読んでいたという藤子・F・不二雄の『ドラえもん』やつげ義春の『石を売る』、宮崎駿の『風の谷のナウシカ』（漫画版）などを挙げ、また愛読している作品として杉浦日向子の『百日紅』を挙げている。
表現方法として影響を受けたのは、上記の押井守の映像作品のほか、草野心平の「蛙の詩」、民俗学者・柳田國男の『遠野物語』の説明が過剰すぎず、読む側のイマジネーションを膨らませる文章、宮崎駿の『となりのトトロ』の流れる水の透明感や温度、季節によって変わる光などの表現だという。特に宮崎駿には、意識下でも無意識下でも大きな影響を受けている。子供の頃に見たテレビシリーズ『未来少年コナン』や映画『ルパン三世 カリオストロの城』に感動し、映画『風の谷のナウシカ』の絵コンテ集は教科書代わりであり、物作りする上での考え方の指針となった本だという。
「私の想定読者は常に女性」とも語っており、作品の主人公は少女、女性であることが多い。

## 批評
南信長は、五十嵐による世界の描写は読者の五感すべてを刺戟するものであると評し、それは幼少時に誰もが持つ自然との一体感を作者が保持していることによると述べる。また、その作風から諸星大二郎と比較されることがあるが、五十嵐にインタビューを行なった島田一志は、物語や世界観に重きをおく諸星と、「まずヴィジュアルありき」の五十嵐とでは似ているとは思わないと述べており、五十嵐自身も諸星の作品はあまり読んでいないという。

## 作品リスト

### 連載作品
はなしっぱなし（『月刊アフタヌーン』1994年2月号 - 1996年8月号、講談社）
45編の短編からなる連作集。決まった登場人物は無く、日常の情景に不意に奇想が入り込む不思議な世界を描いている。五十嵐によれば学生時代散歩中に取っていたメモなどが元ネタになっているという。講談社より全3巻で刊行、2004年に河出書房新社より上下巻構成で新装復刊された。
リトル・フォレスト（『月刊アフタヌーン』2002年12月号 - 2005年7月号、講談社）
東北の小さな集落を舞台に、畑仕事をして暮らしている若い女性・いち子の生活を描いた作品。主題は食であり、一話ごとに自然の食材を使った様ざまな料理が紹介される。五十嵐自身の実体験が如実に示されている作品であり、作中の料理もほとんどが実際に作ったものであるという。この作品はいしかわじゅんの推薦により第10回手塚治虫文化賞にノミネートされた。全2巻。森淳一監督・橋本愛主演で映画化され、2014年から2015年にかけて全4部に分けて公開。
魔女（2003年 - 2005年、月刊IKKI、小学館）
魔女をテーマにした連作集。中東、南米、欧州、日本とそれぞれ舞台の違う4つの作品から成り、単行本では描き下ろしの掌編2作も収録されている。第8回文化庁メディア芸術祭優秀賞を受賞。またフランス語版が2007年アングレーム国際漫画祭ベストコミックブック賞にノミネートされた。既刊2巻。
- SPINDLE（『月刊IKKI』2003年6、8月号）
- KUARUPU（『月刊IKKI』2004年2月号）
- PETRA GENITALIX（『月刊IKKI』2004年6 - 8月号）
- うたぬすびと（『月刊IKKI』2005年1月号）

カボチャの冒険（2003年 - 2007年、『あにまるパラダイス』他、竹書房）
五十嵐と愛猫・カボチャとの日々を描いたエッセイコミック。作品の舞台は『リトル･フォレスト』のものに近い。全1巻。
海獣の子供（『月刊IKKI』2006年2月号 - 2011年11月号、小学館）
五十嵐にとって初めての長編。島田一志によれば「キャラ立て」に挑戦したと言う点で五十嵐の新境地を示す作品。第12回手塚治虫文化賞にノミネートされた。全5巻。
変身猫のパナ（『MiChao!』内ピテンカントロプス連載、2008年2月 - 2008年11月）
何にでも変身できる子猫のパナを描くオールカラー作品。Webサイトにて掲載。
SARU（描き下ろし、小学館）
伊坂幸太郎の小説SOSの猿との競作。
きょうのあにいもうと（『ヒバナ』2015年11月号 - 2017年9月号、小学館）
ディザインズ（『月刊アフタヌーン』2015年6月号 - 2019年5月号、講談社）

### 短編作品
『そらトびタマシイ』（2002年刊、講談社）収録作品
- 産土（『週刊モーニング』1998年2･3号合併号、講談社）
- そらトびタマシイ（『月刊アフタヌーン』1998年5月号、講談社）
- 熊殺し神盗み太郎の涙（『月刊アフタヌーン』1999年6月号、講談社）
- すなかけ（『月刊アフタヌーン』2000年8月号、講談社）
- le pain et le chat（『月刊アフタヌーン』2002年6月号、講談社）
- 未だ冬（1993年四季大賞受賞作、雑誌未掲載）

『五十嵐大介画集 海獣とタマシイ』（2012年刊、小学館）収録作品
- シラルの朝ごはん（販促用冊子、2004年）
- 魚（『月刊IKKI』2004年10月号別冊付録、小学館） - 「色子」名義
- 羊の毛刈り戦争（販促用冊子、2005年）
- ダンコンダラスコ（『少年文芸』vol.1（2005年）、イマココ社）
- よかったね雨男（同上）
- 探検!水族館（販促用冊子、2007年）
- 河を渡る（『ユリイカ』2012年1月臨時増刊号、青土社）
- いってらっしゃい（描き下ろし）

『ウムヴェルト 五十嵐大介作品集』（2017年刊、講談社）収録作品
- ガルーダ（『エソラ』vol.1（2004年）、講談社）
- 鰐（『エソラ』vol.2（2005年）、講談社）
- 魚
- 鬼、来襲（『エソラ』vol.3（2006年）、講談社）
- ツチノコ（『エソラ』vol.4（2007年）、講談社）
- ダンコンダラスコ
- よかったね雨男
- マサヨシとバアちゃん（『月刊IKKI』2012年9月号、小学館）
- ムーン・チャイルド（『文藝別冊 五十嵐大介 世界の姿を感じるままに』2014年、河出書房新社）
- ウムヴェルト（『月刊アフタヌーン』2014年6月号、講談社）

各単行本収録作品
- 茄子のはな（黒田硫黄ほか『茄子 アンダルシアの夏 アニメ&漫画コラボBOOK』2003年、講談社）『リトル・フォレスト』第2巻収録。
- ある漁師のはなし（『Mhz』vol.3（2007年）、マガジンファイブ）『海獣の子供』第2巻収録。
- ある旅人のはなし（『BRUTUS』No.726（2012年）、マガジンハウス）『海獣の子供』第5巻収録。のちに『五十嵐大介画集 海獣とタマシイ』にカラーで収録。
- リンダリンダとダラスコダン（『コミックいわてWEB』2014年）『コミックいわて from WEB』（2014年、銀杏社）収録。

未収録作品
- はだし（『月刊アフタヌーン』1995年1月号、講談社）
- 背中の児（『幽』第2号（2004年）、メディアファクトリー）
- しらんぷり（『幽』第3号（2005年）、メディアファクトリー）
- チャグチャグ馬子（『Japon』2005年、飛鳥新社）
- 台湾の犬（『まんがくらぶ』2009年8月号、竹書房）
- 『SOSの猿』と『SARU』"競作"はいかに始まったか（『文藝別冊 伊坂幸太郎 デビュー10年新たなる決意』2010年、河出書房新社）
- 裏鎌倉デート（『マンガ・エロティクス・エフ』vol.77（2012年）、太田出版）
- 親父衆（『ジャンプ改』2013年8月号、集英社）
- かまくらBAKE猫倶楽部（『BE・LOVE』2022年1月号、2022年7月号 - 、講談社）

### 挿絵、イラストなど
- 辻村深月『島はぼくらと』2013年、講談社 - カバーイラスト
- 天童荒太『包帯クラブ』2013年、筑摩書房〈ちくま文庫〉 - カバーイラスト
- 伊沢尚子『いつもとなりにねこじゃらし』2013年、福音館書店 - 絵
- 森達也『いのちの食べかた』2014年、角川文庫 - カバーイラスト
- 村崎友『校庭には誰もいない』2015年、角川文庫 - カバーイラスト
- ラドヤード・キップリング、三辺律子訳『ジャングル・ブック』2015年、岩波書店〈岩波少年文庫〉 - カバーイラスト、挿絵
- サリー・ガードナー、三辺律子訳『マザーランドの月』2015年、小学館 - カバーイラスト
- 富安陽子『天と地の方程式 1 - 3』2015年 - 2016年、講談社 - カバーイラスト
- 遠藤由実子『うつせみ屋奇譚 妖しのお宿と消えた浮世絵』2019年、角川文庫 - カバーイラスト
- 木内昇『惣十郎浮世始末』2024年、中央公論新社 - 挿絵[26][27]

## 関連人物
- 沙村広明

多摩美術大学美術学部油絵科の同級生で同じアトリエで絵を描いていたが、挨拶をしたのは漫画家になった後の講談社の忘年会が初めてである。
- 黒田硫黄

五十嵐は黒田について、漫画家の友人が少ない中では特に黒田と仲がよく、また尊敬していると語っている。2001年の国際交流基金アジアセンター主催「アジアINコミック」展に黒田とともに参加しており、黒田の『茄子アンダルシアの夏 アニメ＆漫画コラボブック』でも友人として作品を寄稿している（五十嵐『リトル・フォレスト』2巻に再録）。
- 漆原友紀

五十嵐、黒田と同じく『月刊アフタヌーン』でデビューした漫画家。五十嵐の作品から影響を受けたことを語っている。
- 木地雅映子

五十嵐大介のファンを公言し、『マイナークラブハウス・シリーズ』において『海獣の子供』が登場する。また、五十嵐も好きな本に『マイナークラブハウス・シリーズ』を挙げており、文庫版『悦楽の園』のカバーイラストを手がけた。

## 関連番組
- BSマンガ夜話『魔女』（NHK BS2 2004年11月28日） - ゲストは美保純と村上知彦。女性の気持ちをよく表現しているとの話が出た。
- 浦沢直樹の漫勉『五十嵐大介』（NHK Eテレ 2016年3月17日） - 『デザインズ』の製作過程を収録した画像を見ながら浦沢と対談した。